# ロマシュカ・タワー
ロマシュカ・タワー (Romashka Tower) は、モルドバの首都キシナウに所在する高層住宅。旧ソ連時代に建築された、円筒形の特徴的な外観で知られる。高さは77mで、かつてはキシナウで最も高い建物であった。

## 名称
「ロマシュカ」（Ромашка）はロシア語でカミツレ（カモミール）の花を指す語である。モルドバの公用語であるルーマニア語では Romaniţa（ロマニツァ）であるが、モルドバ以外のメディアでは ţ を t に置き換えて "Romanita" と記すこともある。この建物は "Romanita Collective Housing Tower"などの名称で触れられる。
「石の花」（Floare de Piatra）、あるいは「トウモロコシの穂軸」（кукурузный початок）とも呼ばれる。

## 沿革

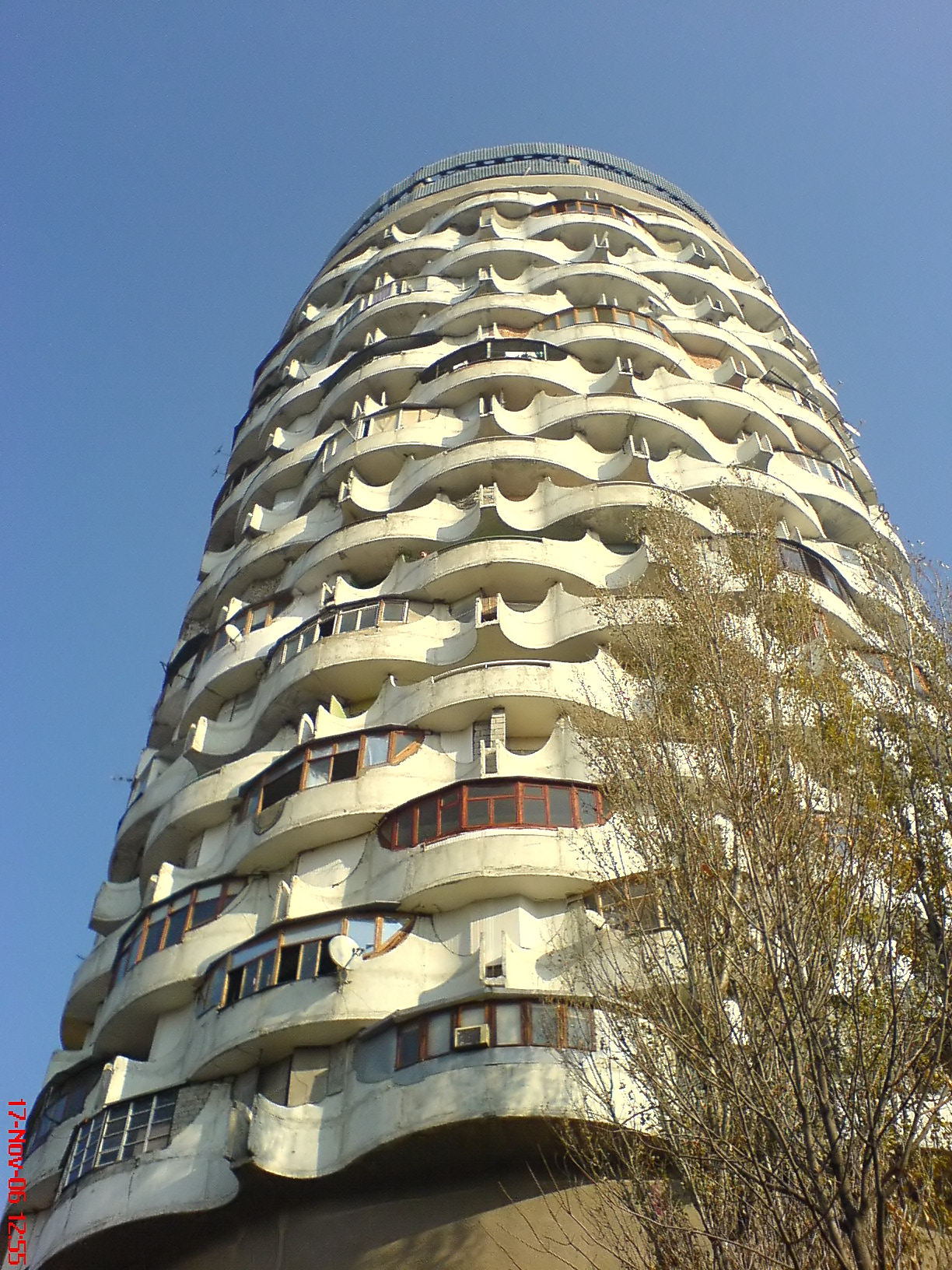
下方からのアングル

旧ソ連（モルダヴィア・ソビエト社会主義共和国）時代の1970年代後半、この建物の建設が始まった。設計者はオレグ・ブロンスキ(Oleg Vronsky  あるいは  O. Vronski ）ら。
この建物の建築は1978年に開始された。一時期建築が中断したが、1984年に完成した。ただし、もとは住居棟を含むタワーのほかにスポーツ施設やカフェテリアを併設した複合施設が計画されていたともいう。ともあれ、完成時に地方政府は、住宅需要の増大に応える目的で、おもに寮 (collective accommodation、集合的な一時滞在施設) として利用されることとなった。
ソ連解体後の1990年代には、公営住宅 (social housings) であったこの建物も民営化され、集合住宅 (residential apartments) となった。住宅階などは私有であるが、一部が公営企業体の所有である。
2020年前後の今日、建物は老朽化しており（構造上はあと100年ほどは問題ないという）、1階部分にあった商業施設などは機能を停止し、破壊を受けている。住宅階では住人による違法増築も行われており、建築の外観を損なっているという指摘もある。ルーマニアとモルドバの建築家の協会である Birou pentru artă şi cercetare urbană (BACU) は、ソビエト時代の他の3つの建物とともに「社会主義モダニズム」の象徴的な建築として保存するよう働きかけているが、2019年の記事時点において、文化省の反応は芳しくない。

## 構造
地下2階・地上23階建て。16階分が住宅階となっている。地下部分の2階は機械室等（「テクニカルエリア」）、4階分はランドリー・クリーニングルーム・乾燥室などの用途に用いられる。建物の上部2階分は眺望エリアとなっており、コーヒーショップがある。
ソ連時代、すべての建築設計は行政当局の管理下にあった。この建物も構想段階では1人あたり6平方メートルを割り当てる原則が適用されていた。2人の住人からなるユニットには2つの部屋およびホールとバスルームが提供された。住宅部分の各階には、共同キッチン、レクリエーション室や機械室等（「テクニカルエリア」）が設置された。典型的には、各階は2室ずつの8ユニットに分割され、共有部分と共に円形の廊下で結ばれていた。すべての部屋からはテラスに出ることができた。